# Vanity BLVD
Vanity BLVD är ett svenskt glamrock / glam metal / hårdrocksband från Avesta och Stockholm.

## Historia
Bandet är influerat av Classic Rock samt L.A Glam & Blues. Vanity BLVD grundades 2005 av Cindi Savage, Traci Trexx och hans syster Roxxy, samt Frecko från Avesta. De spelade in två EP-skivor hos Jonas Kjellgrens Black Lounge Studio i Avesta.
Strax därefter kontaktades bandet av Ryan Roxie (Alice Cooper) och producenten Chris Laney (Europe, Candlemass, Crash Diet med flera). Tillsammans med Laney spelade bandet in den kommande debutskivan i Platform Studio. Skivan innehöll de två första EP-skivorna samt ytterligare två nyskrivna låtar. Vanity BLVD släppte skivan på det svenska skivbolaget Gain Music Entertainment / Sony BMG 2008. Det nya albumet blev framgångsrikt och fick bra gensvar från media och radio.
När bandet återbildades 2014 släppte de albumet "Wicked Temptation" senare samma år. Ljudet på det nya albumet blev mörkare och med ett råare bluesigare sound. Återstarten av bandet innebar också att några bandmedlemmar var tvungna att lämna bandet och två nya gick med Vanity Blvd. Det reformerade bandet gjorde flera turnéer i Europa och fick bra recensioner i media. "Wicked Edition" återutgavs som en specialutgåva på ett annat skivbolag. Den nya upplagan släpptes även i Japan och fick bra recensioner och uppmärksamhet.
Bandet har spelat på kända festivaler som Sweden Rock festival, Skogsröjet, Peace & Love, R.I.S Festival liksom några av Europas bästa och exklusiva rockklubbar som The Water Rats (London), Wild At Heart (Berlin) med flera. Det har också varit bra recensioner från kända tidningar som Classic Rock magazine] och japanska Burrn Magazine. 
Flera bandmedlemmar har arbetat och gästat andra artister genom åren. Traci Trexx gästspelar på Roadhouse diets debutalbum och har även soloprojekt med "Roxxy". Jens Gerlund har arbetat med bland andra Abbas musikal Mamma Mia! samt Torsten Flink. Pete Ash spelar, som sidoprojekt, bas med bandet "YOU". Anna Savage varit med och gästat på Abba Benny Anderssons julalbum. Hon uppträder även akustiskt med sin man Dennis som spelar lead guitar i heavy metalbandet Twins Crew. Bandet har också varit representerat i en kokbok i samarbete med andra svenska rockstjärnor. 
Bandet skriver nu nya låtar för sin tredje album (2018).

## Medlemmar
Nuvarande medlemmar
- Anna Savage (tidl. Cindi) – sång (2005– )
- Traci trexx – gitarr, banjo (2005– )
- Pete Ash – basgitarr (2011– )
- Gebb (Jens Gerlund) – trummor (2012– )

Tidigare medlemmar
- Frecko – trummor (2005–2012)
- Roxxxy – basgitarr (2005–2006)
- Ted – basgitarr (2006–2008)
- Marty – gitarr (2007), basgitarr (2008–2011)

## Diskografi
Studioalbum
- Wicked Temptation (Dirty Edition) – 2015
- Wicked Temptation – släppt 20 februari 2014
- Rock'n'Roll Overdose – släppt 27 augusti 2008

Radio Singlar
- "Share My Pain" – släppt 17 oktober 2007
- "Talk of the Town" – släppt 10 januari 2008

EPs
- Vanity BLVD – 2005
- Playin' it Ruff – 2006